# Battlefield 1942
A Battlefield 1942 (Bf1942) egy belső nézetes lövöldözős (FPS) számítógépes játék. A játék a második világháborúban játszódik. A Battlefield 1942-t a Digital Illusions CE készítette, és az Electronic Arts gondozásában jelent meg, Microsoft Windowsra (2002) és Apple Macintosh-ra (2004). A játékot játszhatjuk egyjátékos módban bot-ok ellen is, de a készítők főleg hálózati játékra szánták.
A Battlefield 1942 magas poligonszámú, részletes 3D-s grafikával és kiterjedt játékmenettel szolgál. A játékosok repülhetnek II. világháborús vadászgépekkel, bombázókkal, irányíthatnak csatahajókat, repülőgép-hordozókat, kezelhetik a parti ütegeket, vezethetnek tankokat, dzsipeket és tüzelhetnek a harcmezőre vagy járművekre telepített fegyverekkel de akár gyalogosan is harcolhatnak. Néhányak szerint a Battlefield 1942-nek volt az egyik legvalóságosabb motorja, mikor megjelent, 2002-ben. Mindamellett, ez vitatható, ugyanis a tankok lövedékeinek a röppályája nagyon íves volt, pedig sokkal laposabbnak kellett volna lenniük, így a célzással voltak gondok.
A világháború minden fontosabb hadszínteréről találhatunk pályákat a játékban. A Csendes-óceáni, európai, Észak-afrikai és a keleti frontról is. A csaták mindig a tengelyhatalmak és a szövetségesek közt zajlik, de hogy pontosan melyik seregek csapnak össze, az a helyszíntől függ (például Ivo Dzsima-n Japán és az Egyesült Államok, de az Angliai csatában (Battle of Britain) a németek és az angolok az ellenfelek). A játék pályái mind valós csatákon alapulnak, de nem mindig pontos az ábrázolásuk. Jó példa erre az Operation Market Garden (Market Garden hadművelet) nevű pályán az amerikai csapatok részvétele. Igazából az amerikai erők nem vettek részt az arnheimi csatában, a játékban viszont igen.